# Stenestads församling
Stenestads församling var en församling i Lunds stift och i Svalövs kommun. Församlingen uppgick 2006 i Kågeröd-Röstånga församling.

## Administrativ historik
Församlingen har medeltida ursprung.
Församlingen var till 2006 annexförsamling i pastoratet Kågeröd och Stenestad som även omfattade: från 1962 Halmstads församling och från 1995 Röstånga församling, Konga församling och Asks församling. Församlingen uppgick 2006 i Kågeröd-Röstånga församling.

## Kyrkobyggnader
- Stenestads kyrka